# Wann wird es endlich wieder so, wie es nie war
Wann wird es endlich wieder so, wie es nie war is een Duits-Belgische film uit 2023, geregisseerd en mede geschreven door Sonja Heiss. De film is gebaseerd op de gelijknamige autobiografische roman van Joachim Meyerhoff.

## Verhaal
De film volgt de jonge Joachim die zijn jeugd doorbrengt op het terrein van het psychiatrisch ziekenhuis waar zijn vader directeur is. Als tiener wordt hij verliefd op Marlene die kampt met zelfmoordneigingen. Na een emotionele uitbarsting van zijn moeder beseft hij dat zijn ouders relationele problemen hebben. Als hij ouder is, begint hij een nieuw leven in Amerika.

## Rolverdeling
| Acteur               | Personage                  |
| -------------------- | -------------------------- |
| Arsseni Bultmann     | Joachim Meyerhoff, 14 jaar |
| Laura Tonke          | Iris Meyerhoff             |
| Devid Striesow       | Richard Meyerhoff          |
| Pola Geiger          | Marlene, 14 jaar           |
| Camille Loup Moltzen | Joachim Meyerhoff, 7 jaar  |
| Casper von Bülow     | Philipp Meyerhoff, 18 jaar |
| Merlin Rose          | Joachim Meyerhoff, 25 jaar |
| Axel Milberg         | Minister-president         |

## Productie
De film werd geregisseerd door Sonja Heiss die samen met Lars Hubrich het scenario schreef. Wann wird es endlich wieder so, wie es nie war is een productie van Komplizen Film en Warner Bros. Film Productions Duitsland. De film kreeg ondersteuning van het Duitse Filmfonds, het Medienboard Berlin-Brandenburg, het Filmfonds (FFA), de federale regeringscommissaris voor Cultuur en Media, het MOIN Filmfonds Hamburg Schleswig-Holstein en de Film- en Mediastichting NRW.

### Filmopnames
De filmopnames gingen van start op 14 september 2021 en er werd gedurende in totaal 44 dagen gefilmd op locaties in Berlijn, Brandenburg, Sleeswijk-Holstein en Noordrijn-Westfalen. Er werd in Noordrijn-Westfalen onder meer gefilmd in Düsseldorf en Windeck.

## Release en ontvangst
Wann wird es endlich wieder so, wie es nie war ging op 23 februari 2023 in première op het Internationaal filmfestival van Berlijn in de Generation 14Plus-sectie. De film kreeg overwegend positieve kritieken en werd twee maal genomineerd voor de Deutscher Filmpreis 2023, voor beste film en beste regie.

## Prijzen en nominaties
De belangrijkste:
| Jaar | Prijs               | Categorie                | Genomineerde(n)                             | Uitslag     |
| ---- | ------------------- | ------------------------ | ------------------------------------------- | ----------- |
| 2023 | Deutscher Filmpreis | Beste film               | Janine Jackowski, Jonas Dornbach, Maren Ade | Genomineerd |
| 2023 | Deutscher Filmpreis | Beste regie              | Sonja Heiss                                 | Genomineerd |
| 2023 | Film by the Sea     | Film en Literatuur Award | Sonja Heiss                                 | Gewonnen    |